# Avia R 29
L'Avia R 29 era un motore aeronautico radiale a 9 cilindri, raffreddato ad aria, prodotto dall'azienda cecoslovacca Avia all'inizio degli anni trenta del XX secolo. Inizialmente sviluppato per equipaggiare il velivolo da bombardamento Avia B-46, nella versione Rr 29 dotata di riduttore fu prescelto per equipaggiare il caccia Avia B-34 in alternativa al motore in linea Avia Vr-36.

## Storia del progetto
La costruzione del prototipo del nuovo modello di velivolo da caccia Avia B-34, iniziò nell'estate del 1931 e il prototipo fu completato all'inizio del 1932. Il caccia volò per la prima volta il 2 febbraio dello stesso anno, equipaggiato con un motore 12 cilindri a V raffreddato a liquido Avia Vr-36 prodotto su licenza francese. Il secondo prototipo (B-34.2) fu equipaggiato inizialmente con un nuovo motore radiale R 29, nella versione Rr dotata di riduttore, di progettazione nazionale prodotto dalla ditta Avia. Così equipaggiato il velivolo fu offerto alla Češkoslovenske letectvo con la designazione di B-234. Il prototipo non volò mai con questo propulsore in quanto esso non presentava le necessarie caratteristiche di affidabilità. Durante le prove a terra il motore Avia Rr 29 fece registrare forti ed irregolari vibrazioni, tali da costringere la ditta a rimuoverlo dall'aereo e a sostituirlo con un propulsore in linea.
Il B-34.2 fu quindi rimotorizzato con l'Hispano-Suiza 12Ybrs e designato B-534.

## Tecnica
Il motore Avia nella versione Rr-29 disponeva di 9 cilindri a stella, raffreddati ad aria, ed erogava la potenza massima di 600 CV a 2 000 g/min. La cilindrata totale era pari a 29,0 litri, ed il motore aveva un peso a vuoto di 462 kg. Il rapporto di riduzione era di 2:1.

### Annotazioni
1. ↑  Secondo altre fonti la potenza prevista era di 700 CV (515 kW), che non fu mai raggiunta.

### Fonti
1. 1 2 3  Vraný 1994, p. 7.
2. 1 2 3  Vraný 1994, p. 8.